# Wereldkampioenschappen roeien 2017
De wereldkampioenschappen roeien 2017 werden van 24 september tot en met 1 oktober 2017 gehouden in het Nathan Benderson Park in Sarasota, Verenigde Staten. Er stonden 21 onderdelen op het programma, 12 voor mannen en 9 voor vrouwen. Tegelijkertijd vonden de wereldkampioenschappen op een aantal paralympische onderdelen plaats.

## Medaillewinnaars

### Mannen
| Bootklasse              | Goud | Goud    | Zilver | Zilver  | Brons | Brons   |
| Skiff M1x               | Tsjechië Ondřej Synek | 6.40,64 | Cuba Ángel Fournier | 6.43,49 | Verenigd Koninkrijk Tom Barras | 6.45,14 |
| Lichte skiff LM1x       | Ierland Paul O'Donovan | 6.48,87 | Nieuw-Zeeland Matthew Dunham | 6.52,16 | Noorwegen Kristoffer Brun | 6.52,35 |
| Dubbel twee M2x         | Nieuw-Zeeland John Storey Chris Harris | 6.10,07 | Polen Mirosław Ziętarski Mateusz Biskup | 6.10,66 | Italië Filippo Mondelli Luca Rambaldi | 6.11,33 |
| Lichte dubbel twee LM2x | Frankrijk Pierre Houin Jérémie Azou | 6.13,10 | Italië Stefano Oppo Pietro Ruta | 6.15,15 | China Sun Man Fan Junjie | 6.15,40 |
| Lichte twee zonder LM2- | Ierland Mark O'Donovan Shane O'Driscoll | 6.32,42 | Italië Giuseppe Di Mare Alfonso Scalzone | 6.34,20 | Brazilië Xavier Vela Willian Giaretton | 6.35,30 |
| Twee zonder M2-         | Italië Matteo Lodo Giuseppe Vicino | 6.16,22 | Kroatië Martin Sinković Valent Sinković | 6.16,56 | Nieuw-Zeeland Tom Murray James Hunter | 6.20,85 |
| Twee met M2+            | Hongarije Adrián Juhász Béla Simon Andrea Vanda Kolláth                                                                                                   | 6.54,80 | Australië Darcy Wruck Angus Widdicombe James Rook | 6.56,60 | Duitsland Malte Grossmann Finn Schröder Jonas Wiesen                                                                                       | 6.58,37 |
| Dubbel vier M4x         | Litouwen Dovydas Nemeravičius Martynas Džiaugys Rolandas Maščinskas Aurimas Adomavičius                                                                   | 5.43,10 | Verenigd Koninkrijk Jack Beaumont Jonathan Walton John Collins Graeme Thomas                                                                             | 5.45,03 | Estland Kaur Kuslap Allar Raja Tõnu Endrekson Kaspar Taimsoo                                                                               | 5.45,32 |
| Lichte dubbel vier LM4x | Frankrijk François Teroin Damien Piqueras Maxime Demontfaucon Stany Delayre                                                                               | 5.51,85 | Verenigd Koninkrijk Edward Fisher Zak Lee-Green Peter Chambers Gavin Horsburgh                                                                           | 5.52,02 | Griekenland Ninos Nikolaidis Panagiotis Magdanis Spyridon Giannaros Eleftherios Konsolas                                                   | 5.53,64 |
| Vier zonder M4-         | Australië Joshua Hicks Spencer Turrin Jack Hargreaves Alexander Hill                                                                                      | 5.55,24 | Italië Marco Di Costanzo Giovanni Abagnale Matteo Castaldo Domenico Montrone                                                                             | 5.57,19 | Verenigd Koninkrijk Matthew Rossiter Mohamed Sbihi Matthew Tarrant William Satch                                                           | 5.57,99 |
| Lichte vier zonder LM4- | Italië Federico Duchich Leone Barbaro Lorenzo Tedesco Piero Sfiligoi                                                                                      | 5.59,60 | Denemarken Kasper Winther Jørgensen Jens Vilhelmsen Jacob Barsøe Jacob Larsen                                                                            | 5.57,58 | Duitsland Patrik Stöcker Sven Kessler Jonathan Koch Julius Peschel                                                                         | 6.03,37 |
| Acht M8+                | Duitsland Johannes Weißenfeld Felix Wimberger Maximilian Planer Torben Johannesen Jakob Schneider Malte Jakschik Richard Schmidt Hannes Ocik Martin Sauer | 5.26,85 | Verenigde Staten Dariush Aghai Yohann Rigogne Alexander Karwoski Jordan Vanderstoep Thomas Peszek Nicholas Mead Andrew Reed Patrick Eble Julian Venonsky | 5.28,45 | Italië Cesare Gabbia Emanuele Liuzzi Luca Parlato Paolo Perino Bruno Rosetti Mario Paonessa Davide Mumolo Leonardo Pietra Enrico D'Aniello | 5.28,90 |

### Vrouwen
| Bootklasse              | Goud | Goud    | Zilver | Zilver  | Brons | Brons   |
| Skiff W1x               | Zwitserland Jeannine Gmelin | 7.22,58 | Verenigd Koninkrijk Victoria Thornley | 7.24,50 | Oostenrijk Magdalena Lobnig                                                                                                  | 7.26,56 |
| Lichte skiff LW1x       | Zuid-Afrika Kirsten McCann | 7.38,78 | Nederland Marieke Keijser | 7.41,00 | Verenigde Staten Mary Jones                                                                                                  | 7.42,45 |
| Dubbel twee W2x         | Nieuw-Zeeland Brooke Donoghue Olivia Loe | 6.45,08 | Verenigde Staten Meghan O'Leary Ellen Tomek                                                                                                   | 6.46,57 | Australië Olympia Aldersey Madeleine Edmunds                                                                                 | 6.49,76 |
| Lichte dubbel twee LW2x | Roemenië Ionela-Livia Lehaci Gianina Beleaga | 6.55,88 | Nieuw-Zeeland Zoe McBride Jackie Kiddle | 6.56,09 | Verenigde Staten Emily Schmieg Michelle Sechser                                                                              | 6.56,38 |
| Twee zonder W2-         | Nieuw-Zeeland Grace Prendergast Kerri Gowler | 7.00,53 | Verenigde Staten Megan Kalmoe Tracy Eisser | 7.04,37 | Denemarken Hedvig Rasmussen Christina Johansen                                                                               | 7.06,21 |
| Dubbel vier W4x         | Nederland Olivia van Rooijen Inge Janssen Sophie Souwer Nicole Beukers                                                                                   | 6.16,72 | Polen Agnieszka Kobus Marta Wieliczko Maria Springwald Katarzyna Zillmann                                                                     | 6.17,71 | Verenigd Koninkrijk Bethany Bryan Mathilda Hodgkins-Byrne Jessica Leyden Holly Nixon                                         | 6.19,93 |
| Lichte dubbel vier LW4x | Italië Asja Maregotto Paola Piazzolla Federica Cesarini Giovanna Schettino                                                                               | 6.33,97 | Australië Amy James Alice Arch Georgia Miansarow Georgia Nesbitt                                                                              | 6.35,47 | China Xuan Xulian Shen Ling Pan Dandan Chen Fang                                                                             | 6.36,33 |
| Vier zonder W4-         | Australië Lucy Stephan Katrina Werry Sarah Hawe Molly Goodman                                                                                            | 6.33,58 | Polen Olga Michalkiewicz Joanna Dittmann Monika Ciaciuch Maria Wierzbowska                                                                    | 6.34,25 | Rusland Elena Oriabinskaia Anastasia Tikhanova Ekaterina Potapova Alevtina Savkina                                           | 6.34,67 |
| Acht W8+                | Roemenië Ioana Vrinceanu Viviana-Iuliana Bejinariu Mihaela Petrila Iuliana Popa Mădălina Bereș Denisa Tilvescu Adelina Bogus Laura Oprea Daniela Druncea | 6.06,40 | Canada Lisa Roman Kristin Bauder Nicole Hare Hillary Janssens Christine Roper Susanne Grainger Jennifer Martins Rebecca Zimmerman Kristen Kit | 6.07,09 | Nieuw-Zeeland Ashlee Rowe Ruby Tew Georgia Perry Kelsey Bevan Kelsi Walters Rebecca Scown Lucy Spoors Emma Dyke Sam Bosworth | 6.07,27 |

### Para-roeien
Alle bootklassen (behalve PR3Mix2x) zijn ook paralympisch.
| Bootklasse                         | Goud                                                                                            | Goud     | Zilver                                                                                        | Zilver   | Brons                                                                                       | Brons    |
| Para mannen skiff PR1M1x           | Australië Erik Horrie                                                                           | 9:39.48  | Oekraïne Roman Polianskyi                                                                     | 9:47.89  | Rusland Alexey Chuvashev                                                                    | 9:52.25  |
| Para vrouwen skiff PR1W1x          | Noorwegen Birgit Skarstein                                                                      | 11:14.17 | Israël Moran Samuel                                                                           | 11:20.81 | Duitsland Sylvia Pille-Steppart                                                             | 11:55.75 |
| Para gemengde dubbel twee PR2Mix2x | Nederland Annika van der Meer Corné de Koning                                                   | 8:11.00  | Oekraïne Iaroslav Koiuda Iryna Kyrychenko                                                     | 8:28.71  | Polen Michał Gadowski Jolanta Majka                                                         | 8:29.77  |
| Para gemengde dubbel twee PR3Mix2x | Brazilië Diana Barcelos de Oliveira Jairo Klug                                                  | 7:28.95  | Frankrijk Antoine Jesel Guylaine Marchand                                                     | 7:34.70  | Duitsland Jessica Dietz Valentin Luz                                                        | 7:40.72  |
| Para gemengde vier-met PR3Mix4+    | Verenigd Koninkrijk Grace Clough Giedre Rakauskaite Oliver Stanhope James Fox Anna Corderoy (s) | 6:55.70  | Verenigde Staten Jaclyn Smith Michael Varro Zachary Burns Danielle Hansen Jennifer Sichel (s) | 7:18.80  | Italië Lucilla Aglioti Tommaso Schettino Luca Agoletto Paola Protopapa Gaetano Iannuzzi (s) | 7:23.52  |

## Medaillespiegel
| Plaats | Land                | Goud | Zilver | Brons | Totaal |
| 1      | Italië              | 3    | 3      | 2     | 8      |
| 2      | Nieuw-Zeeland       | 3    | 1      | 2     | 6      |
| 3      | Australië           | 2    | 3      | 1     | 6      |
| 4      | Frankrijk           | 2    | 0      | 0     | 2      |
| 5      | Ierland             | 2    | 0      | 0     | 2      |
| 5      | Roemenië            | 2    | 0      | 0     | 2      |
| 7      | Nederland           | 1    | 1      | 0     | 2      |
| 8      | Duitsland           | 1    | 0      | 2     | 3      |
| 9      | Zwitserland         | 1    | 0      | 1     | 2      |
| 10     | Hongarije           | 1    | 0      | 0     | 1      |
| 10     | Litouwen            | 1    | 0      | 0     | 1      |
| 10     | Tsjechië            | 1    | 0      | 0     | 1      |
| 10     | Zuid-Afrika         | 1    | 0      | 0     | 1      |
| 14     | Verenigd Koninkrijk | 0    | 3      | 3     | 6      |
| 15     | Verenigde Staten    | 0    | 3      | 2     | 5      |
| 16     | Polen               | 0    | 3      | 0     | 3      |
| 17     | Rusland             | 0    | 1      | 1     | 2      |
| 18     | Canada              | 0    | 1      | 0     | 1      |
| 18     | Cuba                | 0    | 1      | 0     | 1      |
| 18     | Kroatië             | 0    | 1      | 0     | 1      |
| 19     | Oostenrijk          | 0    | 0      | 1     | 1      |
| 19     | Brazilië            | 0    | 0      | 1     | 1      |
| 19     | China               | 0    | 0      | 1     | 1      |
| 19     | Denemarken          | 0    | 0      | 1     | 1      |
| 19     | Estland             | 0    | 0      | 1     | 1      |
| 19     | Griekenland         | 0    | 0      | 1     | 1      |
| 19     | Noorwegen           | 0    | 0      | 1     | 1      |
| Totaal | Totaal              | 21   | 21     | 21    | 63     |

| Plaats | Land                | Goud | Zilver | Brons | Totaal |
| 1      | Australië           | 1    | 0      | 0     | 1      |
| 1      | Noorwegen           | 1    | 0      | 0     | 1      |
| 1      | Nederland           | 1    | 0      | 0     | 1      |
| 1      | Brazilië            | 1    | 0      | 0     | 1      |
| 1      | Verenigd Koninkrijk | 1    | 0      | 0     | 1      |
| 6      | Oekraïne            | 0    | 2      | 0     | 2      |
| 7      | Israël              | 0    | 1      | 0     | 1      |
| 7      | Verenigde Staten    | 0    | 1      | 0     | 1      |
| 7      | Frankrijk           | 0    | 1      | 0     | 1      |
| 10     | Duitsland           | 0    | 0      | 2     | 2      |
| 11     | Rusland             | 0    | 0      | 1     | 0      |
| 11     | Polen               | 0    | 0      | 1     | 1      |
| 11     | Italië              | 0    | 0      | 1     | 1      |
| Totaal | Totaal              | 5    | 5      | 5     | 15     |